# Prisreglering
Prisreglering, ibland priskontroll efter engelskans price control, är en statlig reglering, exempelvis en lag som förbjuder försäljare av en viss vara att sälja under ett visst pris (prisgolv) eller över ett visst pris (pristak). 
Är lagen att en vara inte får säljas över ett visst pris så kan det bli brist på den varan, om marknadspriset är över det priset. Exempelvis, om man inte får sälja bilar för mer än 10 000 kronor, så kommer det finnas färre som vill sälja till det priset, och utbudet sjunker. Vanliga exempel på produkter vars pris regleras av stater är bostäder. 
Är lagen att en vara inte får köpas under ett visst pris så kan det leda till ett för stort utbud av varor, om marknadspriset är under det priset. Exempelvis om man inte får köpa mjöl för ett pris som är lägre än 100 kronor/kg så kommer detta innebära att det blir ett utbudsöverskott av mjöl. Prisregleringar kan leda till en svart marknad eller varubrist.

## Exempel
Under kommunisttiden i östra Europa bestämdes de flesta konsumentpriser politiskt i femårsplaner. Venezuela och Zimbabwe har strikta prislagar som lett till varubrist på flera basvaror. Inom EU finns ett pristak på internationella mobilsamtal. 